# Barbados Police Service
Der Barbados Police Service (englisch für Barbados Polizeidienst; bis 1966: Barbados Police Force, bis 2021 Royal Barbados Police) ist die barbadische Polizei. Sie wurde 1835 von den Briten während der Kolonialzeit gegründet und besteht seit der Unabhängigkeit des Landes 1966 fort.

## Geschichte
Das erste Gesetzesentwurf zur Gründung einer Polizei in Bridgetown (Bridgetown Police Bill) wurde 1834 verabschiedet und kurz darauf einer für die Aufstellung einer Polizei im Umland. Mit der Aufstellungsorganisation wurde Francis Mayal Mallalieu von der Greenwich Division der London Metropolitan Police beauftragt. Nach einigen Abänderungen wurde die gesetzliche Grundlage für die Aufstellung der barbischen Polizei 1835 in London erlassen.
Die höheren Polizeioffiziersposten wurden von England aus über das Kolonialamt mit Polizeibeamten besetzt, während die niedrigeren Ränge mit Einheimischen besetzt wurden, die nicht höher als bis zum Sergeant Major befördert werden konnten, was eine Rekrutierung erschwerte.
1889 wurde die Polizeiband gegründet. Im Mai 1950 wurden erstmals Frauen in den Polizeidienst eingestellt. Olga Mason, damals unter den ersten Anwärterinnen, war 1971 die erste Polizistin, die den Rang einer Inspektorin erlangte. Das Präfix „Royal“ war seit einem Besuch der britischen Königin Elisabeth II. im Februar 1966 bis zum 30. November 2021 fester Bestandteil des Namens.

## Polizeichefs

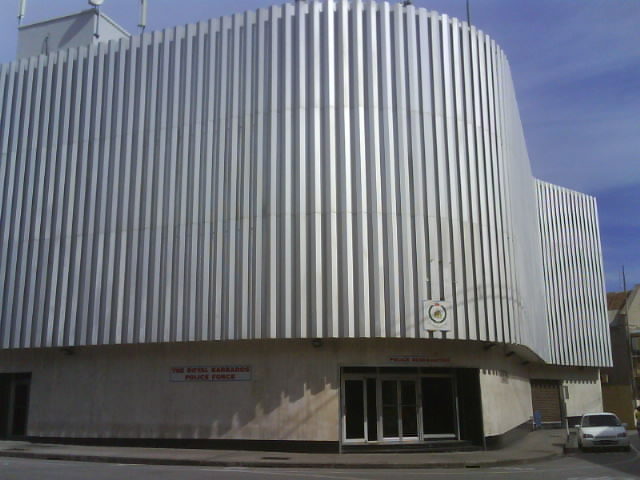
Hauptquartier in Bridgetown, Sitz des Polizeichefs

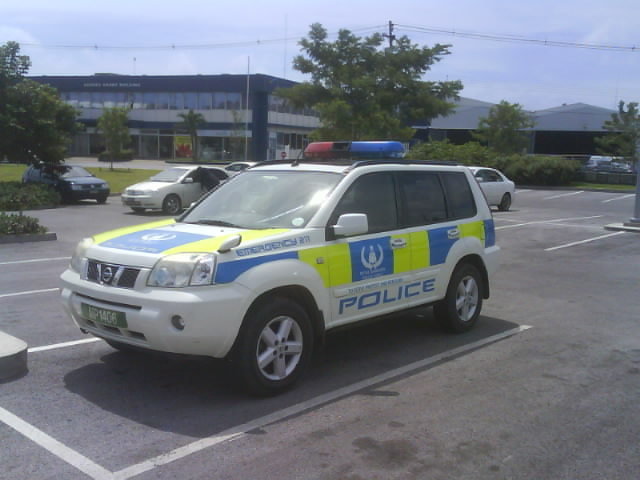
Einsatzfahrzeug des BPS

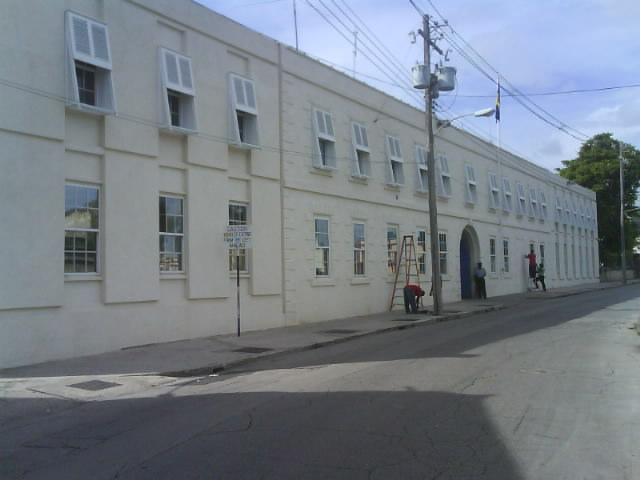
Zentralstation der BPS in Bridgetown

Anfangs lautete die Bezeichnung des Polizeichefs Inspector General of Police (IGP) einhergehend mit der Funktion als Kommandant der lokalen Kräfte (Commandant of Local Forces). Seither entspricht der Titel/die Anrede des Polizeichefs seinem Rang Commissioner (of Police) bzw. Police Commissioner.
| Zeitraum                     | Amtsinhaber                       | Lebensdaten  | Lebensdaten  |
| britische Kolonialherrschaft | britische Kolonialherrschaft      | geboren      | gestorben    |
| ---------------------------- | --------------------------------- | ------------ | ------------ |
| 1835–18??                    | Francis Mayal Mallalieu           |              |              |
| 18??–1845                    | Alexander Connor                  |              |              |
| 1845–1859                    | Henry Duncan Dodgin               | 1800         | 1859         |
| 1859–1881                    | John Clements                     | 1828         | 1882         |
| 1881–1895                    | John Elliot                       |              |              |
| 1895–1898                    | …                                 |              |              |
| 1898–1913                    | Arthur Barker Reginald Kaye       | 1862(?)      | 1932         |
| 1913–1916                    | William Eden Clarke               | 1863         | 1940         |
| 1916–1925                    | Melville David Harrel(l)          | 1872         |              |
| 1925–1932                    | Oscar Charles Heidenstam          |              | 1932         |
| 1932–1939                    | William Samuel Dickens            |              |              |
| 1939–1949                    | Oriel St. Arnaud Duke             | 1896         | 1976         |
| 1949–1953                    | Reginald Townend Michelin         | 1903         | 1998         |
| 1953–1956                    | Clive Alexander Smith             |              |              |
| 1956–1965                    | Ronald Audley Stoute              | 1917         | 2005         |
| 1965–1966                    | Wilfred Arthur Farmer             | 1921         | 1975         |
| Barbados                     | Barbados                          | geboren      | gestorben    |
| 1966–1972                    | Wilfred Arthur Farmer             | (siehe oben) | (siehe oben) |
| 1972–1974                    | Girwood Springer                  |              |              |
| 1974–1977                    | George Lincoln Reid               |              |              |
| 1977–1982                    | Aviston Prescod                   | 1923         |              |
| 1982–1995                    | Orville Alleyne Mc Millian Durant |              |              |
| 1995–2003                    | Grantley Watson                   |              |              |
| 2003–2013                    | Darwin Dottin                     | 1950         |              |
| seit 2013                    | Tyrone Griffith (amtierend)       |              |              |

## Dienstgrade
(hierarchisch von oben nach unten; siehe hierzu auch: Dienstgrade der britischen Polizei)
- Commissioner (of Police)
- Deputy Commissioner (of Police)
- Assistant Commissioner (of Police)
- Senior Superintendent (of Police)
- Superintendent (of Police)
- Assistant Superintendent (of Police)
- Inspector (of Police)
- Station Sergeant (of Police)
- Sergeant (of Police)
- Constable (of Police)